# Oxymétrie colorimétrique

Oxymètre de pouls sur le doigt, affichant la saturation en oxygène et la fréquence cardiaque (modèle 2014)

Oxymètre de pouls monté au poignet (modèle 2011)

L'oxymétrie colorimétrique ou oxymétrie de pouls ou saturation pulsée en oxygène (SpO2) est un examen non invasif d'oxymétrie permettant de quantifier la saturation en oxygène de l'hémoglobine au niveau des capillaires sanguins.
L'appareil de mesure s'appelle oxymètre de pouls ou saturomètre. Les deux variables biométriques mesurées sont la SpO2 et la fréquence cardiaque. La SpO2 et la fréquence cardiaque sont considérées comme des paramètres vitaux en médecine clinique.
La SpO2, saturation pulsée en oxygène, est très proche de la SaO2, saturation artérielle en oxygène. La différence provient de la méthode de mesure (oxymétrie de pouls pour la SpO2, mesure de la saturation de l’hémoglobine par prélèvement de sang artériel pour la SaO2).
Ce principe de mesure a été inventé en 1972 par l'ingénieur japonais Takuo Aoyagi (en) (1936-2020).

## Principes

### Physiologie
On définit le taux de saturation de l'oxygène dans le sang par le rapport suivant :
{\displaystyle {\rm {SpO_{2}={\frac {CHbO_{2}}{CHb}}}}} où
- SpO2 est le taux de saturation de l'oxygène dans le sang ;
- CHbO2 est la concentration en oxyhémoglobine dans le sang ;
- CHb est la concentration totale d'hémoglobine dans le sang.

Pour un patient non-fumeur, cette concentration totale est la somme de la concentration en oxyhémoglobine et en désoxyhémoglobine.
Les hématies ou globules rouges sont composées d'environ 33 % d'hémoglobine.
Chaque molécule d'hémoglobine porte quatre atomes de fer qui peuvent chacun se lier à une molécule d'oxygène.
Lorsque l'oxygène se lie au fer, le globule rouge se charge en oxygène et prend une couleur rouge vif. L'hémoglobine est dite oxygénée. On l'appelle l'oxyhémoglobine.
Lorsque l'oxygène est distribué aux tissus, le globule rouge se décharge en oxygène. L'hémoglobine est alors désoxygénée. On l'appelle désoxyhémoglobine.
Le sang artériel, qui provient du cœur, est riche en oxyhémoglobine. En revanche, le sang veineux, qui part des tissus pour aller vers le cœur, est riche en désoxyhémoglobine.

### Fonctionnement
L'oxymètre de pouls, ou saturomètres ou moniteurs de SpO2, utilise le principe d'absorbance (c'est-à-dire la quantité de lumière absorbée pour une longueur d'onde donnée) de la lumière par un milieu pour déterminer le taux de saturation en oxygène.
En effet, l'absorbance d'une espèce chimique peut être reliée à sa concentration dans la même solution par la loi de Beer-Lambert.
L'oxyhémoglobine absorbe peu la lumière rouge mais ne laisse pas passer les infrarouges. Le désoxyhémoglobine absorbe peu les infrarouges et ne laisse pas passer la lumière rouge. Pour connaitre les concentrations CHbO2 et CHb il suffit donc d'envoyer deux rayons lumineux de longueurs d'onde différentes à travers la peau et d'analyser la lumière résultante. C'est le principe de l'oxymètre.
Il se compose donc d'une source et d'un détecteur lumineux ainsi que d'un micro-contrôleur.
La source lumineuse émet dans deux longueurs d'onde. Pour cela, deux LED sont utilisées : l'une émettant dans le rouge (longueur d'onde λ = 660 nm) et l'autre émettant dans l'infrarouge (λ = 950 nm). Le récepteur est une photodiode qui reçoit les deux signaux issus des deux LED auxquels s'ajoute un bruit inévitable provenant des autres tissus traversés : peau, os, tendon…
Pour supprimer ce bruit il suffit de soustraire le signal provenant de la LED IR à celui provenant de la LED rouge (ou réciproquement).
La lumière traverse une fine épaisseur de peau du patient.
Émetteur et récepteur sont placés dans un système opaque à la lumière pour éviter toute perturbation par l'environnement extérieur.

## Positionnement

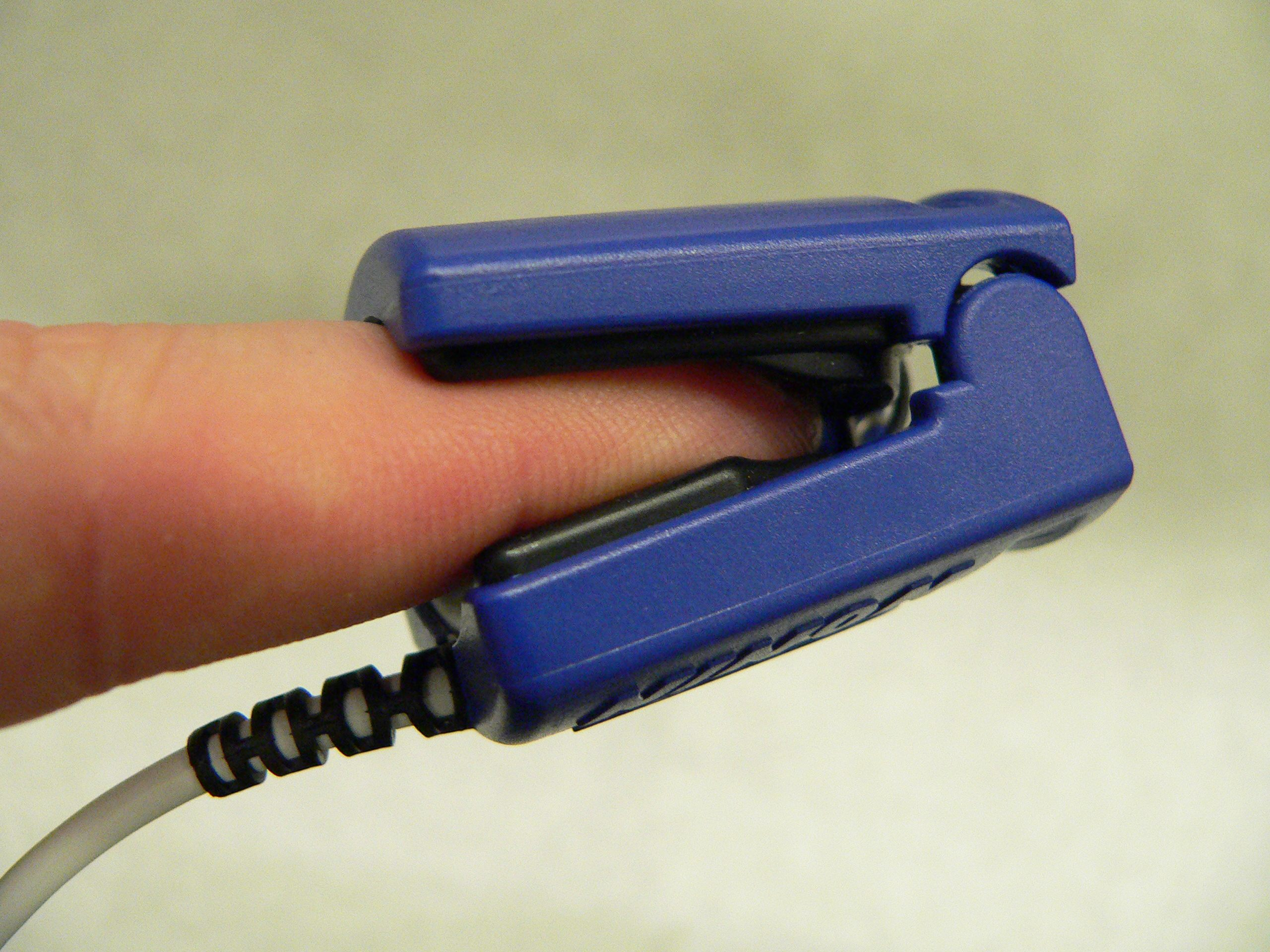
Saturomètre à l'extrémité d'un doigt.

L'oxymètre est le plus souvent appliqué à un doigt (de main ou de pied) ou au lobe de l'oreille.
Chez le nouveau-né, le système est placé préférentiellement au niveau du membre supérieur droit, ceci afin de ne pas être perturbé par un shunt secondaire à une persistance du canal artériel.

## Résultats
La saturation est exprimée en pourcentage. Elle vaut entre 95 et 100 % chez le sujet normal, mais baisse sensiblement chez le fumeur. Elle dépendra surtout de l'état clinique général du patient.
Une SpO2 à 98 % signifie que chaque globule rouge est chargé à 98 % d'oxyhémoglobine et de 2 % de désoxyhémoglobine et non pas que 98 % des globules rouges sont chargés en oxygène.
Un saturomètre bien positionné permet d'avoir en temps réel la fréquence cardiaque : lorsque le cœur se contracte (systole), il envoie du sang oxygéné dans les artères ; ce sang est de couleur rouge. Lorsque le cœur se dilate (diastole), il « aspire » le sang pauvre en oxygène venant des organes (retour veineux). Cette variation est visualisée localement aux extrémités, là où est disposé le saturomètre. La fréquence de variation de ces intensités donne le rythme cardiaque.
Un oxymètre peut être utilisé pour surveiller l'état médical d'une personne infectée par le coronavirus de la maladie à coronavirus 2019 : une valeur de taux normale se situe entre 95 et 100 %, à 93 % il faut consulter afin d'avoir un avis médical, et à 92 % il faut une intervention des urgences médicales. A fortiori, si la valeur mesurée est inférieure à 90 %, cela signifie une détresse respiratoire et l’apport d’oxygène est alors absolument nécessaire.

## Précautions d'emploi
Cette mesure peut être faussée par la présence de vernis à ongles, par la couleur naturelle de la peau, par l'emploi de colorants (bleu de méthylène) ainsi que par la température extérieure. Sa précision est moindre lorsque la saturation est inférieure à 80. Les données peuvent être faussées en cas d'intoxication au monoxyde de carbone et en cas de certaines anomalies de l'hémoglobine comme la méthémoglobinémie. Si le débit sanguin est insuffisant (vasoconstriction, collapsus) les données ne sont plus fiables mais ce fait est suspecté sur l'absence de courbe correcte d'oxymétrie.
En cas de peau sombre, l'oxymètre tend à surévaluer la saturation en cas d'hypoxie,.
Un mouvement au niveau de la sonde peut conduire à des artéfacts.
En cas d'anémie importante, la saturation en oxygène reste normale mais le déficit en hémoglobine ne parvient pas à apporter une quantité suffisante d'oxygène aux tissus, entraînant une hypoxie de ces derniers.